# 曲尺高鐵介
曲尺高鐵介（学名：Ferricythere curtialata）为荊花介科高鐵介屬下的一个种。